# Diamond/Diamond Estate
Diamond/Diamond Estate es una localidad de Santa Lucía que forma parte del distrito de Soufrière.